# Batalha da Angra da Heligolândia (1914)
A Batalha da Angra da Heligolândia foi a primeira batalha naval anglo-alemã da Primeira Guerra Mundial, travada em 28 de agosto de 1914, entre navios do Reino Unido e da Alemanha. A batalha ocorreu no sudeste do Mar do Norte, quando os britânicos atacaram as patrulhas alemãs ao largo da costa noroeste da Alemanha. A Frota de Alto-Mar alemã estava no porto na costa norte da Alemanha, enquanto a Grande Frota britânica estava no norte do Mar do Norte. Ambos os lados se engajaram em surtidas de longa distância com cruzadores e cruzadores de batalha, com reconhecimento próximo da área do mar perto da costa alemã - a Angra da Heligolândia — pelo contratorpedeiro.
Os britânicos elaboraram um plano para emboscar contratorpedeiros alemães em suas patrulhas diárias. Uma flotilha britânica de 31 contratorpedeiros e dois cruzadores sob o comando do Comodoro Reginald Tyrwhitt, com submarinos comandados pelo Comodoro Roger Keyes, foi despachada. Eles foram apoiados a longo alcance por mais seis cruzadores leves comandados por William Goodenough e cinco cruzadores de batalha comandados pelo vice-almirante David Beatty.
Surpresa, em menor número e menos armada, a frota alemã sofreu 712 marinheiros mortos, 530 feridos e 336 feitos prisioneiros; três cruzadores leves alemães e um torpedeiro foram afundados; três cruzadores leves e três torpedeiros sofreram danos. Os britânicos sofreram baixas de 35 mortos e 55 feridos; um cruzador leve e três contratorpedeiros sofreram danos. Apesar da disparidade dos navios envolvidos na batalha, a batalha foi considerada uma grande vitória na Grã-Bretanha, onde os navios que retornavam foram recebidos por uma multidão entusiasmada.
Beatty foi considerado um herói, embora tenha participado pouco da ação ou planejamento do ataque, que foi liderado pelo Comodoro Tyrwhitt e concebido por ele e Keyes, que persuadiu o Almirantado a adotá-lo. O ataque poderia ter levado ao desastre, se as forças adicionais comandadas por Beatty não tivessem sido enviadas pelo almirante John Jellicoe e no último minuto. O governo alemão e o Kaiser em particular restringiram a liberdade de ação da frota alemã, instruindo-a a evitar qualquer contato com forças superiores por vários meses a partir de então.